# Klaus Zumwinkel
 (mars 2021).
Si vous disposez d'ouvrages ou d'articles de référence ou si vous connaissez des sites web de qualité traitant du thème abordé ici, merci de compléter l'article en donnant les références utiles à sa vérifiabilité et en les liant à la section « Notes et références ».
Klaus Zumwinkel, né le 15 décembre 1943 à Rheinberg en Rhénanie-du-Nord-Westphalie, est une personnalité allemande du monde des affaires et l'ancien président de la Deutsche Post.
Patron de la Deutsche Post depuis 1990 et président du conseil de surveillance de Deutsche Telekom, il était une personnalité influente du patronat allemand et le plus ancien patron d'une société du DAX, qui regroupe les trente plus grandes sociétés allemandes. 
À la fin 2007, il s'était battu auprès du gouvernement allemand pour l'instauration d'un salaire minimum dans sa branche d'activité, principalement pour lutter contre les sociétés low cost. La réussite de son action avait entraîné une hausse du titre de la Deutsche Post. Klaus Zumwinkel avait alors vendu 200 000 actions, empochant une plus-value de 5 millions d'euros qui avait provoqué un scandale en Allemagne. 
Alors qu'il devait cesser ses fonctions dirigeantes à la fin de l'année, il a fait l'objet d'une garde à vue et d'une perquisition à son domicile pour soupçons de fraude fiscale via un compte au Liechtenstein le 14 février 2008. Il a donné sa démission de la Deutsche Post. 
Le 26 janvier 2009, Klaus Zumwinkel a été condamné pour fraude fiscale à une peine de prison de deux ans avec libération conditionnelle. Dans le même temps, la cour a émis une condition de probation qui doit être payée par une somme d'argent d'un montant de un million d'euros, dont 800 000 doivent être payées à la Trésorerie de l'État et 200 000 à des organisations caritatives. En 2009, il a retourné sa Croix fédérale du mérite et l'ordre du Mérite de la Rhénanie-du-Nord-Westphalie. 
Zumwinkel a annoncé quitter l'Allemagne et résider à Tenno (Italie), où il possède un château.